# Tache
Pour le personnage, voir Tache (comics). Pour la nouvelle, voir Tache (nouvelle).
Cet article possède des paronymes, voir Tâche et Tâche (informatique).
 (novembre 2008).
Si vous disposez d'ouvrages ou d'articles de référence ou si vous connaissez des sites web de qualité traitant du thème abordé ici, merci de compléter l'article en donnant les références utiles à sa vérifiabilité et en les liant à la section « Notes et références ».

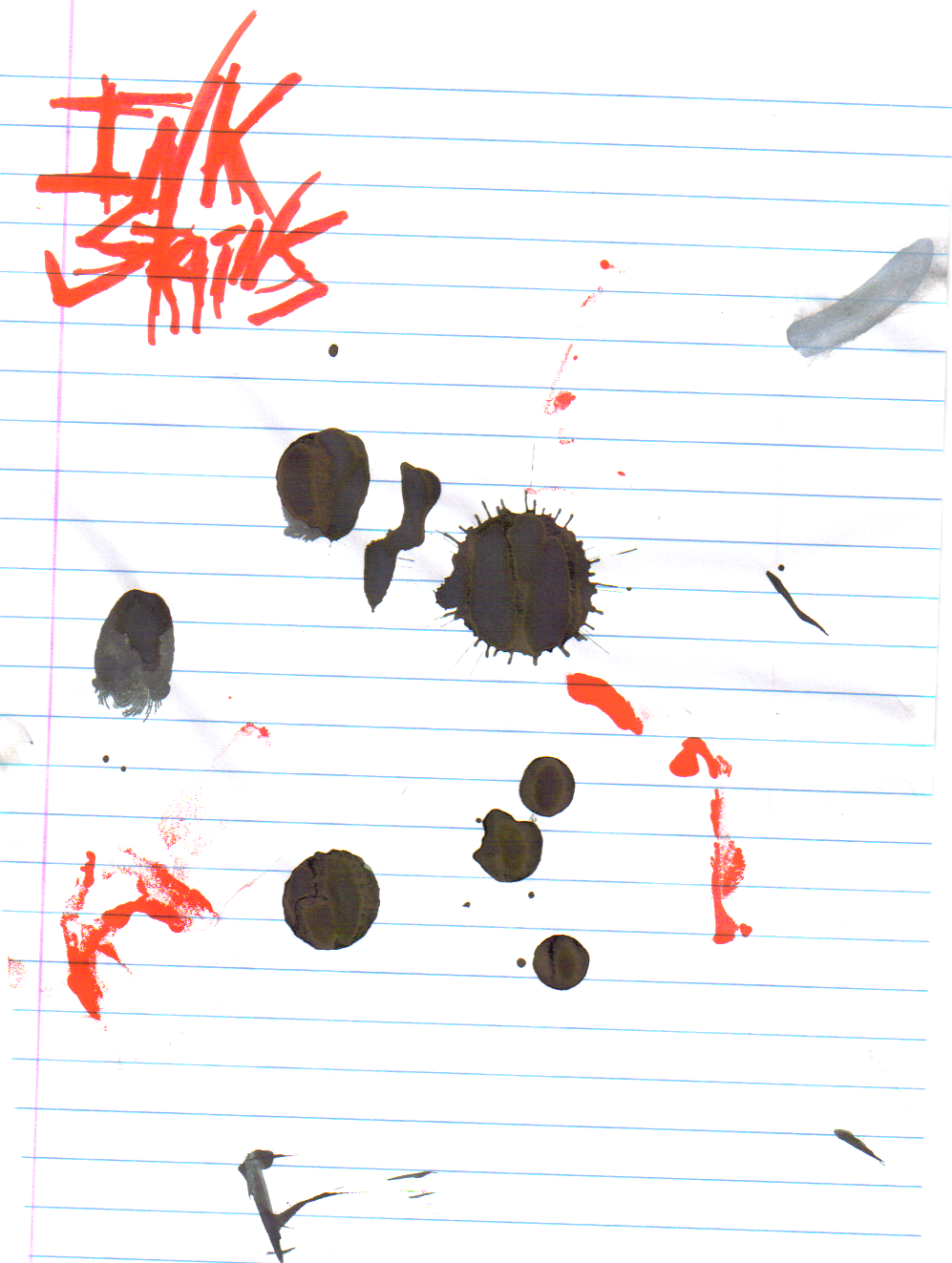
Taches d'encre sur une feuille de papier.

Une tache est une décoloration ou une altération de la couleur sur une partie d'un tissu, d'un vêtement, ou tout autre type d'objet, le plus souvent créée involontairement.
Les taches peuvent être provoquées par la nourriture, la boisson ou différents types de liquides.
Il existe différentes techniques de prévention visant à les éviter (vernis de protection, vêtements de protection, sous-nappe, etc.) autant que différentes techniques de nettoyage des taches, destinées à les ôter ou simplement les atténuer.
L'action visant à retirer une tache peut parfois faire apparaître une décoloration qui s'appelle auréole.

## Tache et textile
La façon la plus courante de se prémunir des taches est de porter une couche de protection en l'état d'un vêtement destiné à cet usage : bavoir, blouse, tablier, etc.
L'industrie textile développe également des produits résistants aux taches.
Certaines méthodes de teinture sont basées sur le principe de la tache : le tissu est noué afin d'obtenir une teinture qui joue sur la densité de couleur des différentes taches.
Il existe de nombreuses méthodes pour enlever des taches d'un textile. Au-delà de la lessive, les produits détachants, le savon de Marseille, le bicarbonate de soude, l'eau de Javel, et le vinaigre sont très souvent utilisés.